# Partito del Socialismo Democratico (Grecia)
Il Partito del Socialismo Democratico (in greco: Κόμμα Δημοκρατικού Σοσιαλισμού - ΚΟΔΗΣΟ, trasl. Komma Dimokratikou Sosialismou - KODISO) è stato un partito politico greco di orientamento social-liberale fondato nel 1979 da Ioannis Pesmazoglou, fuoriuscito dall'Unione del Centro Democratico.
Il partito si presentò alle elezioni europee del 1981 ottenendo il 4,26% dei voti e un seggio; Pesmazoglou, eletto al Parlamento europeo, aderì al gruppo dei non iscritti.
In vista delle successive parlamentari del 1981 siglò un accordo col Partito dei Contadini e dei Lavoratori (KAE), ma la lista unitaria raccolse lo 0,71% dei voti senza ottenere alcun seggio.
Alle parlamentari del 1985 giunse ad un'intesa con Nuova Democrazia, nelle cui liste fu eletto lo stesso Pesmazoglou.
Successivamente collocatosi su posizioni di centro-sinistra, nel 1989 il partito si integrò nella Coalizione della Sinistra, dei Movimenti e dell'Ecologia.

## Risultati
| Elezione          | Voti    | %    | Seggi   |
| ----------------- | ------- | ---- | ------- |
| Europee 1981      | 241.666 | 4,26 | 1 / 24  |
| Parlamentari 1981 | 40.126  | 0,71 | 0 / 300 |
| Europee 1984      | 47.400  | 0,80 | 0 / 24  |
| Parlamentari 1985 | N.D.    | N.D. | 1 / 300 |
| 1. 2.             |         |      |         |